# NA-8109
La  NA-8109  es una carretera local perteneciente a la Red de Carreteras de Navarra que se inicia en PK 13,08 de N-121-A (Ramal) y termina en PK 15,37 de N-121-A. Tiene una longitud de 2,23 kilómetros.